# Pàtera
|  | No s'ha de confondre amb Patera. |

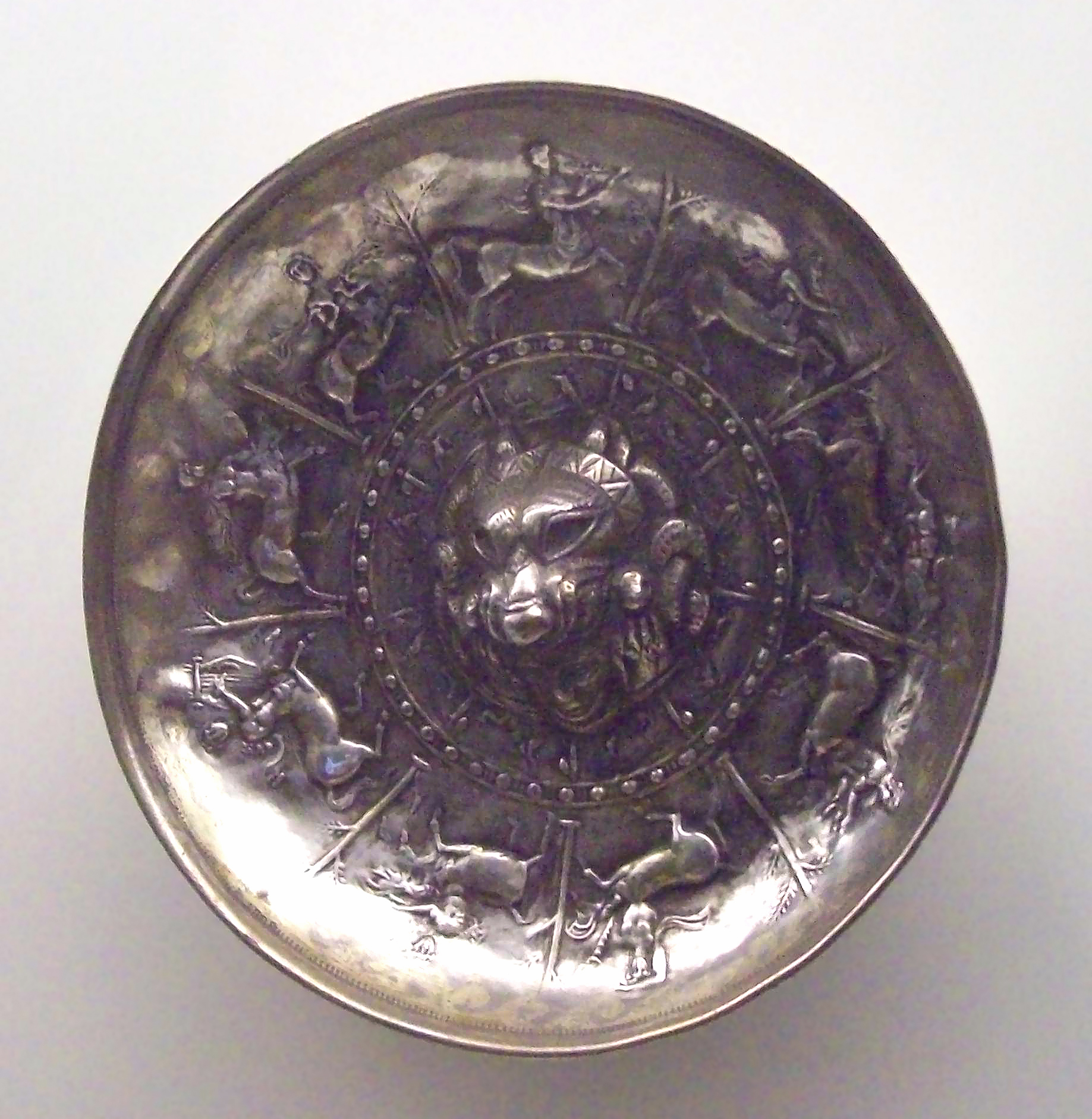
Pàtera ibera de Perotito (segle II o I aC, MAN, Madrid).

El terme Pàtera és d'origen llatí i designa un plat ample, baix i de poca profunditat. Es destinava a rebre una beguda, sobretot en un context ritual, com una libació. Les pàteres eren utilitzades freqüentment a l'antiga Roma, acostumaven a ser de metall (argent o or) encara que també n'hi ha de ceràmica.